# Nicklas Shipnoski
Nicklas Shipnoski (* 1. Januar 1998 in Worms) ist ein deutscher Fußballspieler. Der Stürmer steht seit 2024 beim SV Waldhof Mannheim unter Vertrag und ist ehemaliger Nachwuchsnationalspieler.

## Persönliches
Shipnoski wuchs in Bischheim, einer Ortsgemeinde in der Verbandsgemeinde Kirchheimbolanden in Rheinland-Pfalz, auf. Er besuchte das Heinrich-Heine-Gymnasium in Kaiserslautern, das er mit dem Abitur verließ. Sein Bruder Christopher spielt ebenfalls Fußball, jedoch nur niederklassig.

## Verein
Von der Jugendabteilung des SV Kirchheimbolanden wechselte Shipnoski im Juli 2006 in die F-Jugend des 1. FC Kaiserslautern, nachdem er kurz zuvor auf den Kaiserslauterer Talenttagen entdeckt worden war. Er nahm mit der U17 und den A-Jugendlichen am Spielbetrieb der jeweiligen Juniorenbundesligen teil und spielte überwiegend im Mittelfeld. Unter Trainer Gunther Metz rückte Shipnoski in seiner letzten Saison für die U19 fest auf den rechten Flügel und konnte im Schnitt pro Partie eine Torbeteiligung vorweisen. Nach einer Verletzung des Kapitäns Iosif Maroudis führte Shipnoski das Team um spätere Profis wie Lennart Grill, Luca Jensen, Paul Will oder Torben Müsel in mehreren Spielen als dessen Stellvertreter aufs Feld. Während die A-Junioren in der Liga im Mittelfeld landeten, gelangten sie im DFB-Juniorenpokal bis ins Halbfinale. Nach Saisonende erhielt der Spieler, der erfolgreich seine Abiturprüfungen absolviert hatte, in Kaiserslautern seinen ersten Lizenzspielervertrag.
Nach jeweils zwei Kurzeinsätzen für die Profis sowie die U23 lief Shipnoski am letzten Spieltag der Zweitligasaison 2016/17 vor gut 38.000 Zuschauern als in der Startelf stehender Rechtsaußen auf und wirkte am Klassenerhalt mit. Zur Folgespielzeit rückte der Angreifer gemeinsam mit weiteren A-Junioren wie David Tomić oder Anton Artemow fest in die U23 auf, die in der Oberliga antrat. Parallel dazu wurde der Pfälzer auch weiter im von Jeff Strasser verantworteten Zweitligateam eingesetzt. In der Oberliga hatte er in Relation zu seinen Einsätzen (19) die beste Scorerpunktequote (17), noch vor Christian Kühlwetter, Dylan Esmel und Tomić. Gemeinsam mit dem FK Pirmasens konkurrierte Kaiserslautern II um die Teilnahme an der Aufstiegsrelegation, welche jedoch knapp verpasst wurde und dem Team aufgrund des Abstiegs der ersten Mannschaft in die 3. Liga im Frühjahr 2018 sowieso verwehrt geblieben wäre.
Der Drittligist SV Wehen Wiesbaden, der seinerseits um einen Zähler die Teilnahme an den Aufstiegsspielen zur 2. Bundesliga verpasst hatte, verpflichtete Shipnoski im Sommer 2018 und stattete ihn mit einem Zweijahresvertrag aus. Dessen Trainer Rüdiger Rehm ließ häufig zwei Stürmer auflaufen, weshalb Shipnoski überwiegend die Flügelposition vor dem rechten Außenverteidiger bespielte. Anfangs hatte der Spieler mit dem höheren Niveau in der 3. Liga zu kämpfen und fiel in der Folge auch einige Wochen verletzt aus. Durch neun Scorerpunkte in den letzten zehn Saisonspielen hatte er dann jedoch plötzlich einen erheblichen Anteil daran, dass das Team bis auf zwei Partien alle gewann und sich schließlich vor dem Halleschen FC für die Aufstiegsrelegation qualifizieren konnte. Das erste Spiel gegen den Zweitligasechzehnten Ingolstadt ging verloren, das Rückspiel konnte hingegen gewonnen werden, weshalb dem SV Wehen nach zehn Jahren die Rückkehr ins Unterhaus gelang. In der zweiten Liga litt der Angreifer unter einer Leistungskrise und kam zu keiner direkten Torbeteiligung. Während er ab dem 10. Spieltag zugunsten des zweitligaerfahreneren Stefan Aigner nur noch eine Jokerrolle innehatte, setzte Rehm ab dem 23. Spieltag schließlich gar nicht mehr auf Shipnoski. Wehen Wiesbaden, das sich bereits seit Saisonbeginn im Abstiegskampf befunden hatte, verlor selbigen schließlich am letzten Spieltag ohne Shipnoski trotz eines Siegs gegen St. Pauli, da zeitgleich auch Karlsruhe gewann und Nürnberg remis spielte.
Im Anschluss verblieb Shipnoski im Sommer 2020 in der 3. Liga, unterschrieb jedoch einen Vertrag bis zum Saisonende beim Aufsteiger 1. FC Saarbrücken. Die Saarländer hatten nach dem Abgang von Stephan Andrist und Gillian Jurcher neue Kräfte für die Offensive um Sebastian Jacob, Timm Golley und José Pierre Vunguidica benötigt. Ab Saisonbeginn war Shipnoski auf beiden Flügeln gesetzt, seine Gegenüber waren hauptsächlich Mario Müller sowie der ebenfalls neu verpflichtete Maurice Deville. Im März verpasste der Außenbahnspieler verletzungsbedingt vier Partien, konnte sich aber trotz allem zur Saisonendphase hin als effektivster Offensivspieler der Mannschaft profilieren, gleichauf mit Sebastian Jacob. In dieser Spielzeit 2020/21 gehörte Shipnoski zusammen mit Sascha Mölders und Terrence Boyd mit 15 Toren und 25 Punkten zu den erfolgreichsten Torschützen und Scorern der 3. Liga. Vom kicker wurde er an zwei Spieltagen (17. und 34. Spieltag) zum „Spieler des Spieltages“ sowie an insgesamt vier Spieltagen in die „Elf des Spieltages“ gewählt.
Zur Spielzeit 2021/22 wechselte Shipnoski in die 2. Bundesliga zu Fortuna Düsseldorf, wo er einen Dreijahresvertrag unterschrieb. Nach einer Vertragsverlängerung bis 2025 wurde Shipnoski Ende Januar 2022 bis Juni 2023 an den Ligakonkurrenten SSV Jahn Regensburg verliehen. Im Sommer 2023 wechselte er zu Arminia Bielefeld in die 3. Liga. Mit der Arminia gewann er den Westfalenpokal 2023/24 durch einen 3:1-Sieg über den SC Verl.
Im Sommer 2024 wechselte er zum Ligakonkurrenten SV Waldhof Mannheim.

## Nationalmannschaft
Für die deutsche U18-Nationalmannschaft hatte er sein Debüt am 14. Dezember 2015, als er gegen die Ukraine für Dijon Ramaj eingewechselt wurde, für die U19 am 2. September 2016 gegen die Niederlande, als er für Niklas Dorsch eingewechselt wurde. Am 27. März 2018 kam er im Spiel gegen Polen erstmals in der deutschen U20-Nationalmannschaft zum Einsatz.

## Erfolge
1. FC Kaiserslautern
- Meister der A-Junioren-Regionalliga Südwest und Aufstieg in die A-Junioren-Bundesliga: 2016

SV Wehen Wiesbaden
- Aufstieg in die 2. Bundesliga: 2019

Arminia Bielefeld
- Westfalenpokalsieger: 2024